# Trematon
Trematon – wieś w Anglii, w Kornwalii. Leży 98 km na wschód od miasta Penzance i 314 km na południowy zachód od Londynu.